# Rebecques
Rebecques (Nederlands: Roosbeek) is plaats en een voormalige gemeente in het Franse departement Pas-de-Calais in de regio Hauts-de-France en telt 398 inwoners (1999).De plaats maakt deel uit van het arrondissement Sint-Omaars.

## Geschiedenis
Op 1 januari 2016 is Rebecques met de gemeente Clarques gefuseerd tot de gemeente Saint-Augustin.  De opgeheven gemeenten kregen aanvankelijk de status van commune déléguée maar per besluit van de gemeenteraad van Saint-Augustin van 2 juni 2020 werd deze status afgeschaft.

## Geografie
De oppervlakte van Rebecques bedraagt 4,8 km², de bevolkingsdichtheid is 82,9 inwoners per km².
De onderstaande kaart toont de ligging van Rebecques met de belangrijkste infrastructuur en aangrenzende gemeenten.

## Demografie
Onderstaande figuur toont het verloop van het inwonertal.